# Обручальное кольцо (телесериал)
«Обручальное кольцо» — оригинальная российская теленовелла; второй российский телесериал, по которому сняли зарубежную адаптацию; производство телекомпании «ТелеРоман». Является одним из самых продолжительных российских телесериалов (более 800 серий).
Премьера состоялась на Украине 3 ноября 2008 года на телеканале «Интер». В России теленовелла стартовала 8 июня 2009 года на «Первом канале». Позже стартовала в Казахстане на «Первом канале Евразия». В 2010 году телесериал стартовал на белорусском телеканале ОНТ. Вскоре на телеканале «Мир» 12 июля 2012 года он стартовал вновь, но позднее его убрали из эфира, не показав до конца.
Телесериал сочетает в себе три жанра: драма и мелодрама с элементами мистики.

## Аннотация
Сериал повествует о трёх людях, которые встретились в поезде до Москвы. Настя Лапина едет из города Луза, чтобы помочь своей матери Вере, которая сидит в тюрьме и отдувается за другого человека. Девушке нужно найти отца, помочь ей в этом должно обручальное кольцо матери, подаренное ей академиком Ковалёвым (отцом Насти). Настя должна каждый месяц отправлять 1000 долларов, чтобы мать не убили. Вместе с ней в купе едет Оля Прохорова, она тоже из провинциального городка Плинишма, или Плинешма. Оля много повидала в свои 20 лет и едет в Москву за сладкой жизнью. Увидев у Насти обручальное кольцо, она крадёт его. Игорь — человек, который хочет отомстить за своих родителей тому же академику Ковалёву, он тоже едет из маленького городка Борск. Настя и Игорь чувствуют явное влечение друг к другу.

### Основные роли
- Юлия Пожидаева (1—605 серии) / Вера Романова (606—820 серии) — Настя Лапина
- Александр Волков (1—605 серии, 725—820) / Андрей Казаков (606—724 серии) — Игорь Гриценко
- Алина Сандрацкая (1—564 серии) / Алина Бужинская (565—820 серии) — Оля Прохорова
- Юрий Батурин (246—568 серии) / Николай Токарев (569—820 серии) — Сергей Гаврилов
- Алина Ланина (551—820 серии) — Света Столярова
- Дмитрий Богданов (551—820 серии) — Пётр Марков

### Роли первого плана
- Людмила Давыдова (3—820 серии) — Раиса Викторовна Лебедева, хозяйка коммунальной квартиры
- Сергей Серов (5—449 серии) / Владимир Горюшин (450—820 серии) — Семен Иванович Галкин, муж Раисы, бывший участковый
- Лариса Резникова (364—820 серии) — Валя Мирошниченко, медсестра в Борске, жена Олега
- Александр Никитин (48-49, 551—818) — Юрий Столяров, олигарх, отец Толика, бывший муж Светланы Столяровой (в серии, где Настя пытается прыгнуть с моста — Сергей Гаврилов)
- Людмила Нильская (551—820 серии) — Элла Борисовна Ветрова, мать Ульяны;
- Юрий Вязовский (551—816 серии) — Тимофей Старцев, экс-муж Эллы, любовник Оли, Ульяны и Инги;
- Елена Стародуб (7—820 серии) — Алла Даниловна Лукина, мать Дюши, бабушка Анечки;
- Ирина Шеянова (365—820 серии) — Пашка Лебедева (Прасковья Кларетова, Аполлинария), приёмная дочь Семена и Раисы
- Всеволод Макаров (379—820 серии) — Митяй Еренков, друг Пашки
- Александр Алексеев (6—820 серии) — Алексей Ефимов, доктор, друг Игоря
- Алина Сандрацкая (551—564 серии) / Алина Бужинская (565—820 серии) — Ульяна Ветрова, светская львица (пропала без вести, дала о себе знать в последней серии);
- Владислав Погиба / Дмитрий Дорохов (570—820 серии) — Олег Чесноков, муж Вали, бывший любовник Юли
- Константин Баев — Клим Саморядов, внебрачный сын Эллы Борисовны Ветровой
- Алексей Ярмилко (552—820 серии) — следователь Павел Алексеевич Кураев
- Дарья Слонская — Лера Кураева, дочь следователя Кураева
- Вера Александрова (551—820 серии) — Инга, подруга Ульяны, жена Сергея (упоминается в последней серии);
- Татьяна Кольцова (255—819 серии) — Людмила Сергеевна Гаврилова, мать Сергея Гаврилова
- Дана Гарина (1-я серия, 246—816 серии) — Зина, тётя Игоря
- Иван Непомнящий (205—818 серии) — Саша Лапин, приёмный сын Насти
- Иулиана Куликова (248—349 серии) / Александра Широкова (350—818 серии) — Лиза Гриценко, дочь Игоря и Ирины

### Бывшие роли первого плана
- Дарья Фекленко (2—475 серии) — Марина Эдуардовна Никифорова, вдова Ковалёва (уехала в Крым);
- Михаил Ремизов (2—201 серии) — Андрей Фёдорович Ковалёв, отец Насти, академик, глава крупного медицинского фонда (Умер);
- Евгения Чиркова (2—204 серии) — Женя Чеботарёва, врач, влюблена в Игоря Гриценко ещё с мединститута (уехала в Геленджик);
- Игорь Гудеев (2—167 серии) — Максим Зубков (Убит);
- Светлана Зельбет (3—273 серии) — Анжела Басова (уехала в Борск вместе с Гамлетом);
- Михаил Борисов (3—186 серии) — Леонид Андреевич Степанов (Убит своим родным сыном Юрием);
- Юрий Лахин (3—267 серии) — Геннадий Павлович Лукин, бывший заместитель Ковалёва в медицинском фонде (Умер);
- Татьяна Лютаева (8—472 серии) — Жанна, подруга Марины;
- Алексей Лосихин (7—695 серии) — Гриша Субботин, массажист, ловец состоятельных дамочек (уехал из Москвы);
- Людмила Колесникова (205—686 серии) — Полина Избаш (вышла замуж за олигарха, уехала за границу);
- Максим Радугин (69—473 серии) — Витя Маляров, экс-муж Насти (уехал во Францию);
- Ирина Низина (356—398 серии) — Лидия Любавина, родная мать Пашки (уехала во Францию);
- Марк Гейхман (2—144 серии) — Всеволод Иванович Дольский, врач, заместитель и ближайший друг Ковалёва (Убит);
- Юлия Учиткина (3—86 серии) — Тоня Венютина, мать Саши (Умерла);
- Елена Головизина (3—154 серии) — Даша Морозова, землячка Ольги, любовница Степанова (Убита);
- Сергей Пиоро (68—236 серии) — Борис Дмитриевич Рычков, бывший жених Анжелы;
- Юлия Яблонская (39—199 серии) — Лада Колесникова;
- Вера Бабичева (35—204 серии) — Зинаида Чеботарева, мать Жени (уехала с дочерью в Геленджик);
- Сахат Дурсунов (9—273 серии) — Гамлет Мкртчян (уехал в Борск вместе с Анжелой);
- Иван Литвиненко (7—300 серии) — Андрей Лукин, «Дюша», муж Сони (Погиб);
- Марина Николаева (3—264 серии) — Эльза Карловна Мюллер, из поволжских немцев, бывшая домработница Степанова (Убита Юрием Степановым);
- Дмитрий Волкострелов (5—299 серии) — Юра Степанов (Сгорел заживо, поджигая дом своего родного отца);
- Андрей Харитонов (8—475 серии) — Денис Евгеньевич Колесников, адвокат (уехал за границу);
- Кирилл Петров (6—131 серии) — Антон Венютин, муж Тони Венютиной (Убит);
- Юлия Агафонова (43—300 серии) — Соня Орлович, бывшая возлюбленная Гены, жена Дюши (Погибла);
- Евгения Лютая (246—445 серии) / Виктория Маслова (446—548 серии) — Ирина Гриценко, жена Игоря (Сожгла себя заживо);

### Камео
- Николай Басков
- Анфиса Чехова

### Замена актёров
Многие актёры сериала ушли из него. Они были заменены другими актёрами, внешне не похожими на прежних.
| Роль             | Первоначальный исполнитель роли | Замена                          | Номер серии замены | Вторая замена                | Номер серии второй замены |
| ---------------- | ------------------------------- | ------------------------------- | ------------------ | ---------------------------- | ------------------------- |
| Анастасия Лапина | Юлия Пожидаева (2008—2012)      | Вера Романова (2011—2012)       | 606                |                              |                           |
| Ольга Прохорова  | Алина Сандрацкая (2008—2011)    | Алина Бужинская (2011—2012)     | 565                |                              |                           |
| Игорь Гриценко   | Александр Волков (2008—2011)    | Андрей Казаков (2011)           | 606                | Александр Волков (2011—2012) | 725                       |
| Сергей Гаврилов  | Юрий Батурин (2009—2011)        | Николай Токарев (2011—2012)     | 569                |                              |                           |
| Ирина Гриценко   | Евгения Лютая (2008—2010)       | Виктория Маслова (2010—2011)    | 446                |                              |                           |
| Семён Галкин     | Сергей Серов (2008—2010)        | Владимир Горюшин (2010—2012)    | 450                |                              |                           |
| Катя Прохорова   | Ольга Дибцева (2009; 2010)      | Валерия Каленникова (2011—2011) | 593                |                              |                           |

Данные в таблице расположены в порядке выхода серий на Украине:

## Трансляции
3 ноября 2008 года «Обручальное кольцо» стартовало на телеканале «Интер». Трансляция осуществлялась преимущественно в вечернее время (19—20 часов). Показ завершён 20 января 2012 года.
8 июня 2009 года «Обручальное кольцо» стартовало в России на Первом канале. Трансляция осуществлялась в вечернее время, в 20:00, через 2 недели сериал перенесли на 15:15, потом 15:50. Показ завершён 16 мая 2012 года.
3 августа 2009 года «Обручальное кольцо» стартовало в Казахстане на Первом канале Евразия. Трансляция осуществлялась преимущественно в вечернее время (16 часов). Показ завершён 18 июля 2012 года.

## Саундтрек
Заглавную песню к заставке сериала «Лети» исполнила Евгения Чиркова, она также снималась в этом сериале в роли Евгении Чеботарёвой. С 681 серии эта же песня звучала в новой аранжировке в исполнении Зары.

## Заставка к сериалу

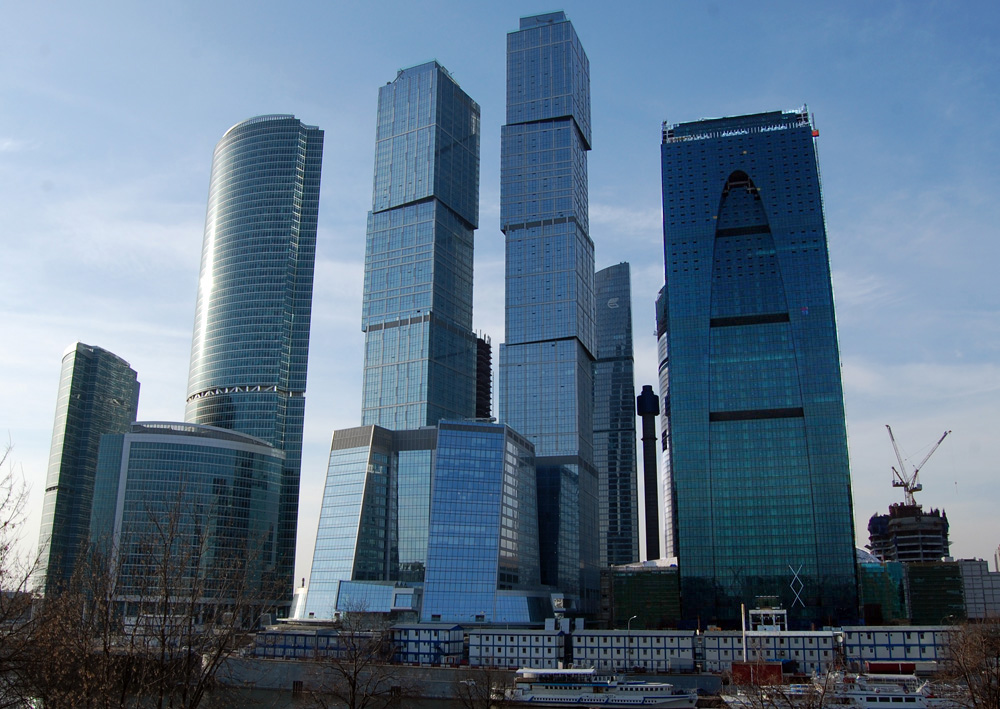
Небоскрёбы, встречавшиеся в заставке сериала

Первая заставка была снята в специальных павильонах. Во второй и третьей заставках некоторые сцены были сняты на улицах Москвы. На Украине заставка сериала была изменена. В России заставка была изменена с 301 серии. В 610 серии третья заставка была заменена на первую (кроме Казахстана и России). Но уже в 611 серии была возвращена третья заставка. В 630 серии на Украине в заставке было применено рисованием фигур песком.

## Производство
Производством сериала занимались 130 человек, не считая актёров. Съёмки, начинавшиеся в 6 часов и заканчивавшиеся в 23 часа, происходили в павильонах и на улицах городов. За месяц снималось около двадцати пяти серий.

## Восприятие зрителями
В российском эфире «Обручальное кольцо» первоначально показывал весьма высокие рейтинги: например, в премьерную неделю сериал стал самым популярным среди российского зрителя с рейтингом 7,3 % и долей 22,6 %; в дальнейшем, телесериал получал средние рейтинги. Сериал был весьма популярен в России: по итогам трёхлетнего показа средний рейтинг составил 9,6 % (максимальный — 15 %), а средняя доля — 24,3 % (максимальная — 36,7 %).

## Критика
«Комсомольская правда» в своём антирейтинге «Худших сериалов 2011 года» поставила на первое место «Обручальное кольцо», отметив:
…похоже, даже сами герои уже запутались, кем они друг другу приходятся. А после замены актёров на 500-й серии эта история стала совсем абсурдной

## Влияние
В 2011 году издательством «АСТ» была выпущена книга «Обручальное кольцо. В Москву! В Москву!», основанная на сценарии первых пятидесяти серий. Автором обработанной теленовеллы является Мария Вильчинская.
7 марта 2011 года в эфир литовского телеканала вышел сериал «Jausmų miestas» («Город чувств»), который является адаптацией сериала «Обручальное кольцо».

## Награды
- Книга Рекордов России Самый продолжительный сериал в России[7]
- Сериал был удостоен премии ТЭФИ-2011 в номинации «Телевизионный художественный сериал»[8].
- Номинация на премию «Телезвезда-2010» (Украина) в категории «Любимый мелодраматический сериал»[9]
- Номинация на премию «Телетриумф-2010» (Украина) в категории «Телевизионная новелла»[10]
- Две номинации на премию «Телезвезда-2009» (Украина) — в категория «Любимый сериал» и «Любимая актриса» (Юлия Пожидаева)[11]